# Pinebook

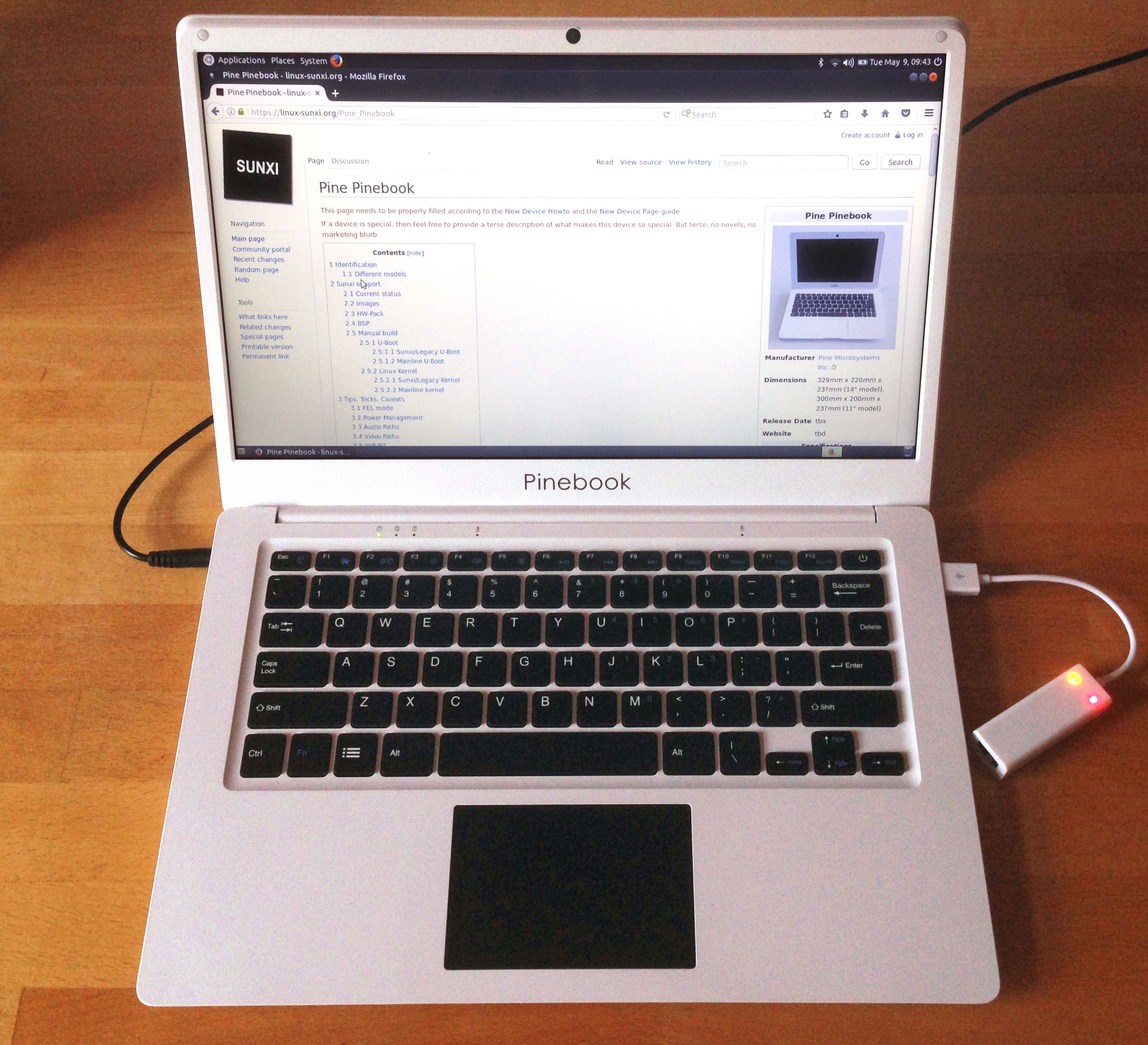
Pinebook 14" con adaptador Ethernet

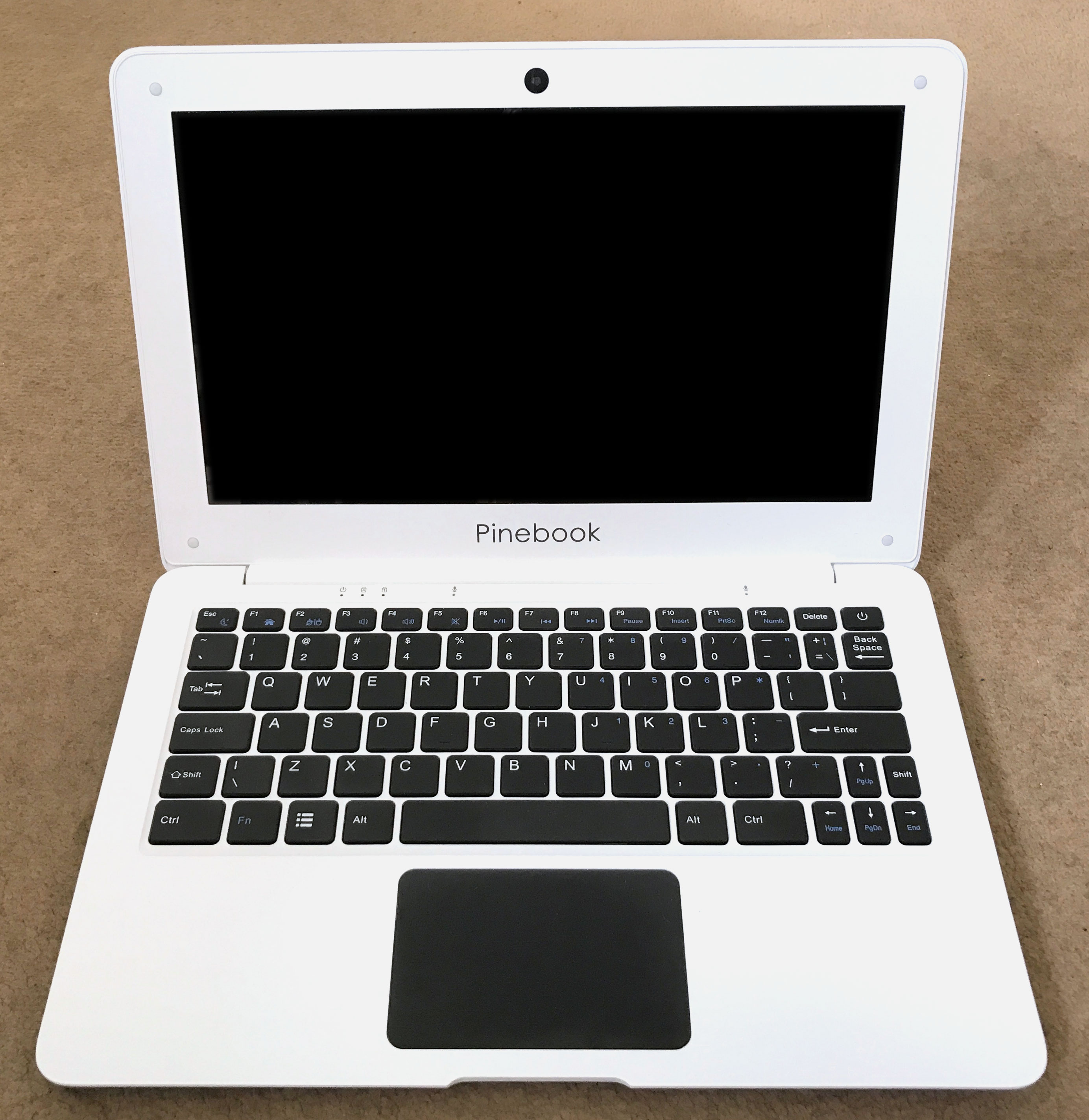
Pinebook 11"

Pinebook es un notebook de bajo costo diseñado y fabricado por la compañía americana Pine Microsystems. Se anunció en noviembre de 2016 y la producción comenzó en abril de 2017. Está basado en la plataforma del ordenador de a bordo Pine A64 existente de Pine64 y cuesta 89 o 99 USD para el modelo de 11,6" y 14" respectivamente. Su apariencia se parece a la de MacBook Air.
A diferencia de los portátiles tradicionales, usa una CPU ARM en lugar de una x86. Utiliza la Tecnología Allwinner A64 SoC, que contiene cuatro núcleos ARM 1.2 GHz Cortex-A53 y Mali. 400 MP2 GPU, junto con 2 GB RAM LPDDR3. En lugar de una unidad de disco duro, utiliza 16 GB de eMMC. Memoria flash de 5.0, ampliable a 64 GB. La capacidad de almacenamiento puede ampliarse aún más utilizando la ranura para tarjetas microSD (hasta 256 GB).
Soporta WiFi 802.11b/g/n y Bluetooth 4.0 redes inalámbricas, tiene 2 puertos USB 2.0, 1 puerto mini HDMI y una toma de auriculares. También contiene 2 altavoces orientados hacia abajo. La pantalla es una pantalla TN LCD con una resolución de 1366 x 768. El peso de la unidad es de 1,04 kg (11,6") o 1,26 kg (14") respectivamente.
El Pinebook soporta los sistemas operativos Linux y Android. A partir de 2019, el Pinebook puede ser ejecutado en software libre en la forma de RISC OS y Linux. 